# Danielle Scott (Schiedsrichterin)
Danielle Scott (* 27. Juni 1991) ist eine US-amerikanische Schiedsrichterin im Basketball, die seit dem Jahr 2020 in der NBA tätig ist. Sie trägt die Uniform mit der Nummer 87.

## Karriere

### College-Basketball
Vor dem Einstieg in die NBA arbeitete sie acht Jahre als College-Basketballschiedsrichterin u. a. in der Mid-Eastern Athletic Conference, Pacific West Conference und Southern California Intercollegiate Athletic Conference.

### National Basketball Association
Scott begann im Jahr 2020 ihre NBA-Schiedsrichterlaufbahn beim Spiel der Houston Rockets gegen die Sacramento Kings.
Zuvor war sie vier Jahre als Schiedsrichterin in der NBA G-League tätig.